# Rebecca Mulira
Rebecca Allen Namugenze Mukasa, também conhecida como Rebecca Mulira, foi uma defensora dos direitos das mulheres de Uganda e activista social.

## Biografia
Rebecca Mulira nasceu no Mengo Hospital, Kampala, Uganda
Ela é conhecida pela sua contribuição para o Reino de Buganda
Foi homenageada como um dos ícones femininos da luta anticolonial africana e saudada pelo Kabaka por ser uma figura na emancipação feminina.

## Morte
Ela morreu num acidente de carro em 2001.